# Rudiano
Rudiano är en ort och kommun i provinsen Brescia i regionen Lombardiet i Italien. Kommunen hade 5 810 invånare (2018).